# Cohors I Ulpia Traiana Cugernorum
Die Cohors I Ulpia Traiana Cugernorum [civium Romanorum] (deutsch 1. Kohorte die Ulpische die Trajanische der Cugerner [der römischen Bürger]) war eine römische Auxiliareinheit. Sie ist durch Militärdiplome und Inschriften belegt. In einem Diplom aus dem Jahr 103 nach Christus wird sie als Cohors I Cugernorum bezeichnet.

## Namensbestandteile
- Ulpia Traiana: die Ulpische die Trajanische. Die Ehrenbezeichnung bezieht sich auf Kaiser Trajan, dessen vollständiger Name Marcus Ulpius Traianus lautet.[A 1]

- Cugernorum: der Cugerner. Die Soldaten der Kohorte wurden bei Aufstellung der Einheit aus dem Volk der Cugerner auf dem Gebiet der römischen Provinz Germania rekrutiert.

- civium Romanorum: der römischen Bürger. Den Soldaten der Einheit war das römische Bürgerrecht zu einem bestimmten Zeitpunkt verliehen worden. Für Soldaten, die nach diesem Zeitpunkt in die Einheit aufgenommen wurden, galt dies aber nicht. Sie erhielten das römische Bürgerrecht erst mit ihrem ehrenvollen Abschied (Honesta missio) nach 25 Dienstjahren. Der Zusatz kommt in den Militärdiplomen von 122 bis 124 und der Inschrift (AE 1980, 603) vor.

Da es keine Hinweise auf die Namenszusätze milliaria (1000 Mann) und equitata (teilberitten) gibt, ist davon auszugehen, dass es sich um eine reine Infanterie-Kohorte, eine Cohors (quingenaria) peditata, handelt. Die Sollstärke der Einheit lag bei 480 Mann, bestehend aus 6 Centurien mit jeweils 80 Mann.

## Geschichte
Die Kohorte war in der Provinz Britannia stationiert. Sie ist auf Militärdiplomen für die Jahre 103 bis 124 n. Chr. aufgeführt.
Die Einheit wurde möglicherweise nach der Niederschlagung des Bataveraufstands aufgestellt und kam dann vermutlich mit Quintus Petillius Cerialis nach Britannien. Der erste Nachweis in Britannia beruht auf einem Diplom, das auf 103 datiert ist. In dem Diplom wird die Kohorte als Teil der Truppen (siehe Römische Streitkräfte in Britannia) aufgeführt, die in der Provinz stationiert waren. Weitere Diplome, die auf 122 bis 124 datiert sind, belegen die Einheit in derselben Provinz.
Die Soldaten der Einheit wurden vermutlich auch zum Straßenbau eingesetzt, wie aus der Inschrift (RIB 2313) auf einem römischen Meilenstein hervorgeht, die auf 140/144 datiert ist. Der letzte Nachweis der Kohorte beruht auf der Inschrift (AE 1980, 603), die auf 213 datiert ist.

## Standorte
Standorte der Kohorte in Britannia waren möglicherweise:
- Brocolitia (Carrawburgh): Die Weihinschrift von Aurelius Campester wurde in Brocolitia gefunden.
- Pons Aelius (Newcastle upon Tyne): Die Inschrift (AE 1980, 603) wurde hier gefunden.

## Angehörige der Kohorte
Folgende Angehörige der Kohorte sind bekannt:

### Kommandeure
| - Aur(elius) Campester (RIB 1524) - [Λ]ουκιος Δομι[τιος] Προκλος, ein επαρχος | - M(arcus) Appuleius [], ein Präfekt (AE 2005, 678) - [Po]ntius [A]ntoninus, ein Präfekt (AE 1974, 535) |